# Lomanella atrolutea
Lomanella atrolutea is een hooiwagen uit de familie Triaenonychidae.